# Biblioteka Arsenału

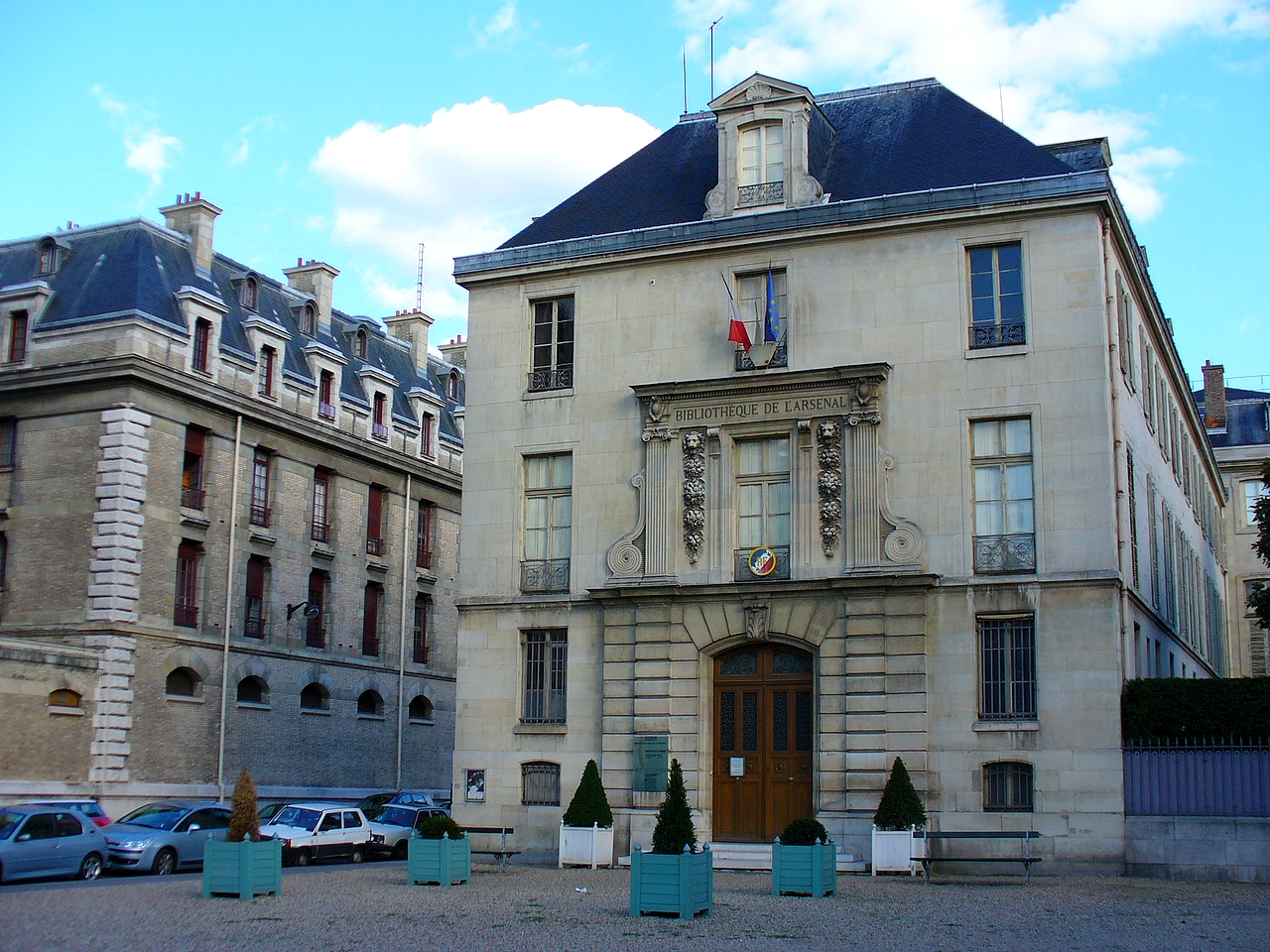
Wejście do Biblioteki Arsenału, widok współczesny

Biblioteka Arsenału (fr. Bibliothèque de l'Arsenal) – francuska biblioteka założona w 1757 przez księcia de Paulmy, ówczesnego Wielkiego Mistrza Artylerii, w budynku Arsenału Królewskiego w Paryżu. Od 1934 biblioteka jest oddziałem Francuskiej Biblioteki Narodowej.

## Historia
W 1756 roku Antoine-René de Voyer de Paulmy w dawnym arsenale zgromadził ksiegozbiór, który obejmował głównie manuskrypty i inkunabuły. W 1786 de Paulmy zakupił całą kolekcję książek księcia de la Vallière, jednak wkrótce później sprzedał swój księgozbiór księciu d’Artois, późniejszemu królowi Karolowi X Burbonowi. Podczas rewolucji francuskiej bibliotekę znacjonalizowano i dołączono do niej księgozbiory z likwidowanych klasztorów paryskich oraz archiwa Bastylii. 28 kwietnia 1797 placówka stała się biblioteką publiczną.
Wśród znaczących bibliotekarzy placówki był pisarz Charles Nodier, który po 1824 uczynił z niej znaczący salon literacki. 31 października 1852 Adam Mickiewicz otrzymał tu posadę jako pracownik biblioteki. Zostało mu przydzielone służbowe mieszkanie rodzinne (na II piętrze, wejście nr 1). Było to ostatnie mieszkanie poety w Paryżu; tam zmarła jego żona Celina Szymanowska.
Pomiędzy 1880 a 1914 rokiem biblioteka miała prawo do bezpłatnego egzemplarza każdej książki wydanej drukiem w Paryżu. W 1934 została włączona w skład Biblioteki Narodowej Francji jako jeden z jej oddziałów.